# Gig Malzacher
Gig Malzacher (* 4. Juli 1931 in Oberwihl; † 17. August 1980) war ein deutscher Schauspieler, Synchronsprecher und Fernsehproduzent.

## Leben
Gig Malzacher war journalistisch tätig, ehe er an der Münchner Otto-Falckenberg-Schule den Schauspielerberuf erlernte. Seine berufliche Laufbahn begann er als Kabarettist, dann spielte er zwischen 1964 und 1966 die Hauptrolle als Reporter  Günther Wieland in 42 Folgen der Serie Der Nachtkurier meldet …. Dies war eine von wenigen Arbeiten Malzachers vor der Kamera, hauptsächlich arbeitete er anschließend als Produzent beim Südwestfunk, unter anderem bei einigen Tatort-Folgen.
Darüber hinaus war Malzacher seit Ende der 1950er Jahre vielbeschäftigter Synchronsprecher, beispielsweise als deutsche Stimme von Larry Hagman in der Serie Bezaubernde Jeannie.
Malzacher starb im Alter von 49 Jahren in Österreich an einem Herzinfarkt. Er war mit der Schauspielerin Renate Redetzky-Malzacher (1934–2023) verheiratet und hatte zwei Söhne, von denen Axel (* 1962) ebenfalls als Schauspieler und als Synchronsprecher und Dialogregisseur arbeitet.
Gig Malzacher ist nicht identisch mit dem Schauspieler Gunther Malzacher (1929–1995), auch wenn die Filmdatenbank IMDb Gig Malzacher als weiteren Namen von Gunther Malzacher führt und die Filmarbeiten beider miteinander vermengt.

## Filmographie

### Als Schauspieler
- 1964–1966: Der Nachtkurier meldet …

### Als Regisseur
- 1978: Meine dicke Freundin

### Als Produzent
- 1970: Wer ist der nächste?
- 1970: Zum Diktat, Miss Smith
- 1970: Der Minister und die Ente
- 1972: Tatort – Wenn Steine sprechen
- 1972: Nasrin oder Die Kunst zu träumen
- 1973: Der Menschenfreund
- 1973: Tatort – Cherchez la femme oder die Geister vom Mummelsee
- 1973: Fall nicht in den Schwanensee
- 1974: Nur eine Affäre
- 1974: Tatort – Playback oder die Show geht weiter
- 1975: Das ohnmächtige Pferd
- 1975: Tatort – Tod eines Einbrechers
- 1976: Opa Schulz
- 1977: Die Kette
- 1977: Tatort – Finderlohn
- 1978: Räuber und Gendarm
- 1978: Das Einhorn
- 1978: Tatort – Der Mann auf dem Hochsitz
- 1979: Der eiserne Gustav
- 1980: Tatort – Der gelbe Unterrock

## Synchronrollen

### Filme
- 1959: Ricky Nelson in Rio Bravo
- 1959: Serge Rousseau in Maigret kennt kein Erbarmen
- 1959: Gene Reynolds in Land der Gottlosen (1. Synchronfassung)
- 1960: Frankie Avalon in Er kam, sah und siegte
- 1960: Giampiero Littera in Halt mal die Bombe, Liebling
- 1961: Michael Callan in Die geheimnisvolle Insel
- 1961: Mario Valdemarin in Tödliche Rache
- 1962: Jacques Charrier in Das Auge des Bösen
- 1963: Don Spruance in Die gnadenlosen Killer
- 1969: William Henry in Der dünne Mann

### Serien
- Lars Göran Carlson in Ferien auf der Kräheninsel (unbekannte Anzahl von Folgen)
- Larry Hagman in Bezaubernde Jeannie (139 Folgen)
- Gary Vinson in Pistolen und Petticoats (26 Folgen)
- Wally Cassell in Eisenbahndetektiv Matt Clark (eine Folge)
- Jack Grimes in Kein Fall für FBI (eine Folge)
- Warren Oates in Westlich von Santa Fé (eine Folge)
- Robin Hunter in Richard Löwenherz (diverse Folgen)
- Joseph Cuby, Edward de Souza, Charles Houston und David Saire in je einer Folge von Simon Templar